# St. Albert (ancienne circonscription fédérale)
Pour les articles homonymes, voir Saint Albert.

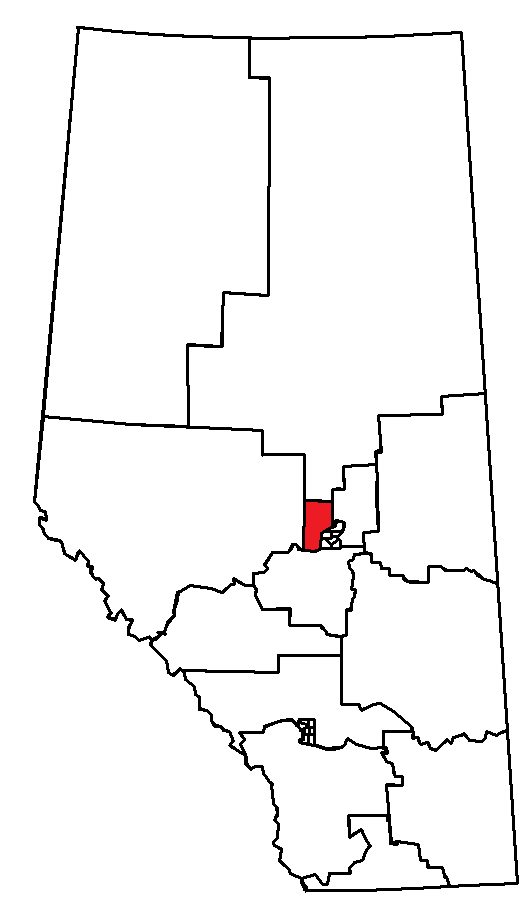
Localisation de la circonscription de St Albert

St. Albert fut une circonscription électorale fédérale de l'Alberta, représentée de 1988 à 2004.
La circonscription de St. Albert a été créée en 1987 d'une partie de Pembina. Abolie en 2003, elle fut redistribuée parmi Edmonton—St. Albert, Edmonton—Spruce Grove, Westlock—St. Paul et Yellowhead.

## Députés
1. 1988-1993 — Walter van de Walle, PC
2. 1993-2004 — John G. Williams, PR (1993-2000), AC (2000-2003) et PCC (2003-2004)

- AC = Alliance canadienne
- PC = Parti progressiste-conservateur
- PCC = Parti conservateur du Canada
- PR = Parti réformiste du Canada